# Aleksandyr Mładenow
Aleksandyr Mładenow, bułg. Александър Стойчев Младенов (ur. 25 czerwca 1982 w Sofii, Bułgaria) – bułgarski piłkarz, grający na pozycji pomocnika.

## Kariera piłkarska

### Kariera klubowa
Syn znanego piłkarza Stojczo Mładenowa. Jest wychowankiem CSKA Sofia, w którym występował do 1999 roku, kiedy to przeniósł się do Niemiec, gdzie bronił barw klubów Hertha BSC i Karlsruher SC. W 2005 powrócił na rok do CSKA Sofia. Na początku 2006 przeszedł do rosyjskiego pierwszoligowego klubu Tom Tomsk. W 2009 występował w Slawii Sofia. 25 marca 2010 podpisał kontrakt z rosyjskim klubem FK Krasnodar, ale 19 lipca 2010 opuścił klub. Potem grał w bułgarskim zespole Kaliakra Kawarna. W styczniu 2011 został piłkarzem ukraińskiego PFK Sewastopol. Po spadku sewastopolskiego klubu z Premier-Lihi powrócił do ojczyzny, gdzie został piłkarzem Etyru Wielkie Tyrnowo.

### Kariera reprezentacyjna
Występował w juniorskiej i młodzieżowej reprezentacji Bułgarii.

## Sukcesy i odznaczenia

### Sukcesy klubowe
- zdobywca Pucharu Ligi Niemieckiej: 2002